# Квинт Сульпиций Камерин Претекстат
Квинт Сульпиций Камерин Претекстат (лат. Quintus Sulpicius Camerinus Praetextatus; V век до н. э.) — римский политический деятель из патрицианского рода Сульпициев, по некоторым данным консул 434 года до н. э.
Валерий Антиат и Квинт Элий Туберон называют Квинта Сульпиция консулом 434 года до н. э. и коллегой Марка Манлия Капитолина. При этом «древние авторы», по словам Тита Ливия, утверждали, что в этом году в Риме были военные трибуны с консульской властью, а Диодор Сицилийский называет имена трёх трибунов — Сульпиция, Манлия и Сервия Корнелия Косса.
В 431 году в войске диктатора Авла Постумия Туберта, действовавшего против вольсков и эквов, был легат Квинт Сульпиций. Возможно, это бывший консул или трибун 434 года до н. э.
Существует предположение, что военный трибун 390 года до н. э. Квинт Сульпиций Лонг был сыном Квинта Сульпиция Камерина Претекстата.